# Brigitte Wolf
Brigitte Wolf, född 7 maj 1967, är en schweizisk orienterare som ingick i stafettlaget som tog guld vid VM 2003, hon har även vunnit tre EM-silver och två VM-brons.